# Sequana (Göttin)

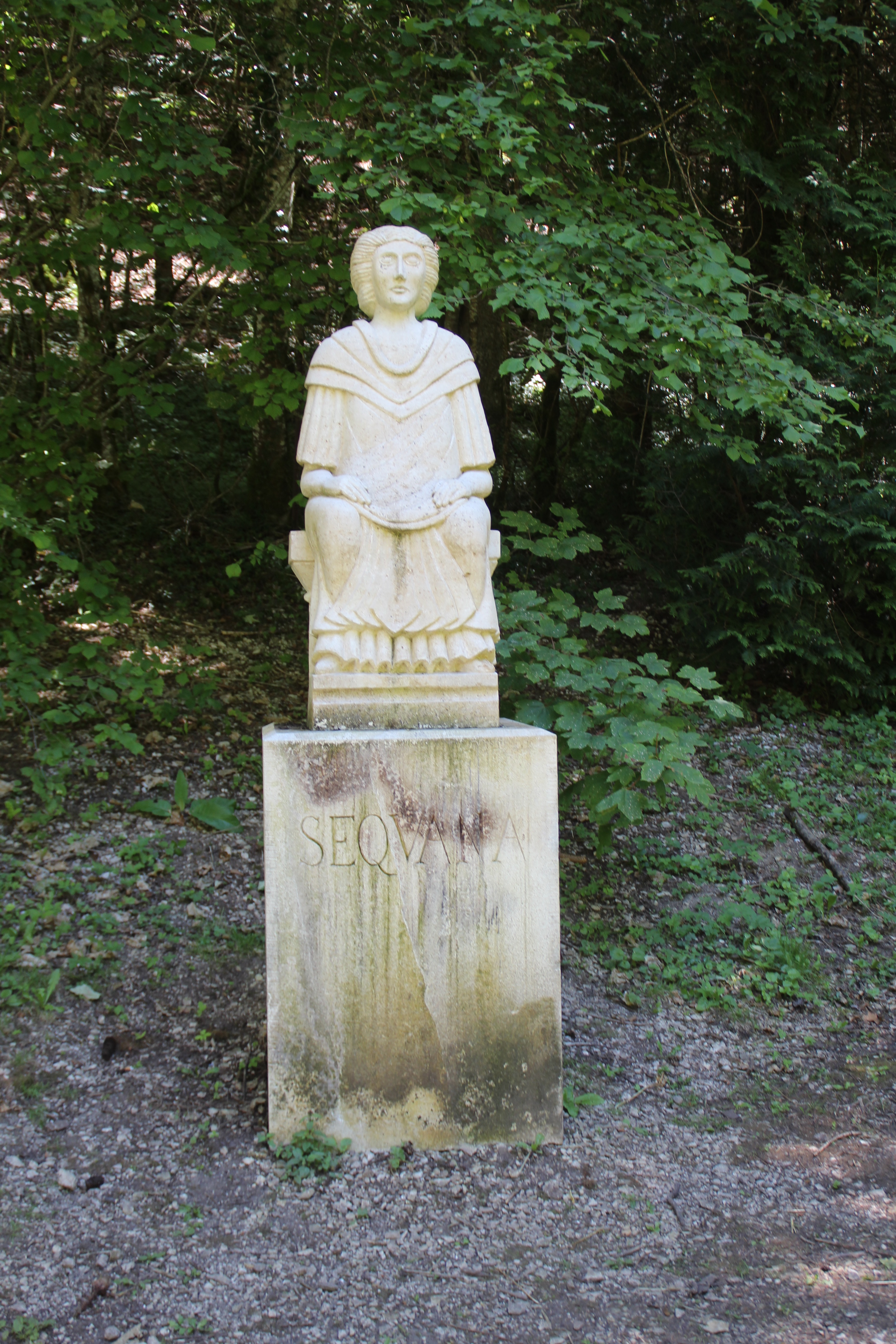
Statue der Sequana an der Quelle der Seine

Sequana ist eine gallo-römische Göttin der Seine-Quellen in Source-Seine bei Dijon (Département Côte-d’Or). Sie wurde nach den Gaben im Tempel offenkundig auch als Heilgöttin angerufen.

## Das Heiligtum
Im Sumpfgebiet an den Seinequellen (Fontes Sequanae) gab es einen großen Tempelbezirk mit rituellen Badeanlagen, einer Herberge für die Pilger, Unterkünften für Ärzte und Devotionaliengeschäften. Die Ausgrabungen brachten eine große Menge von Votivgaben zum Vorschein, darunter eine Vase mit 836 Münzen und zahlreiche durch die besonderen Bedingungen gut erhaltene konservierte Eichenholzartefakte. Insgesamt wurden in der Grabungsperiode 1936/37 rund 190 Holzplastiken gefunden. Mehr oder weniger gekonnt naturalistisch wurden erkrankte (und geheilte?) Körperorgane dargestellt, daneben auch Tiere und Menschen (hauptsächlich Männer). Zwei besonders gut erhaltene Objekte sind ein kunstvoller Männerkopf und eine Statue eines Pilgers mit gallischem Kapuzenmantel, aus einem Holzstamm geschnitzt.
Die Göttin selbst wird in einer kleinen Bronzestatuette dargestellt, in einem Boot stehend, dessen Steven ein Entenkopf mit einer kleinen Kugel (Perle?) im Schnabel ziert.